# American Forces Network

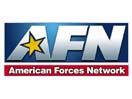
Logo

American Forces Network, afgekort AFN is de wereldwijd opererende organisatie die radio- en televisieprogramma's verzorgt voor alle buiten de VS gelegerde Amerikaanse militairen en voor buiten de VS in Amerikaanse overheidsdienst werkende burgers en hun gezinsleden. 
Voor Europa is dit AFN Europe.
De organisatie omvat het AFN Broadcast Center in Californie en de zogenaamde AFN Outlets Europe en Pacific. Samen vormen deze de Armed Forces Radio and Television Service (AFRTS).
AFN werd in 1942 door het Amerikaanse War Department opgericht.

## AFN Radio
Vroeger waren lokaal in Amerikaanse garnizoenen opgestelde AM- en later FM-zenders algemeen. Hun beperkte vermogen garandeerde meestal een bereik van maximaal 50 kilometer. Enkele voorbeelden van in Nederland te ontvangen zenders waren AFN-uitzendingen vanuit Bremerhaven (1968-1985) en Soesterberg (1964-1993).
De reductie van Amerikaanse troepen in Europa na het einde van de Koude Oorlog betekende echter opheffing van diverse garnizoenen en dit had natuurlijk ook gevolgen voor het aantal zenders. In verschillende Europese landen zijn nog actieve lokale zenders aanwezig:
In België in Brussel (101,7 MHz) en ten behoeve van de garnizoenen Chièvres (107,9 MHz), SHAPE (106,5 MHz) en in Bergen (106,2 MHz) ten behoeve van vliegbasis Kleine Brogel.
In Nederland is een zender actief in Brunssum (99,7 MHz) ten behoeve van NATO Geilenkirchen, garnizoen Brunssum/Schinnen en vanuit Zeeland (NB) (107,9 MHz) voor vliegbasis Volkel.
In Duitsland in Ansbach (107,3 MHz), Baumholder (106,1 MHz), Garmisch (90,3 MHz), Kaiserslautern (105,1 MHz), Pirmasens (103,0 MHz), Spangdahlem (105,1 MHz), Stuttgart (102,3 MHz), Vilseck (107,7 MHz) en Wiesbaden (103,7 MHz). 
In Italië zijn nog vier stations actief: Aviano (106,0 MHz), Napels (97,3 MHz), Sigonella (105,9 MHz) en Vicenza (105,3 MHz).
Verder zijn er nog twee stations in Spanje: in Rota (102,5 MHz) en Morón de la Frontera (92,1 MHz; en een in Griekenland: Souda (107,3 MHz).
Hoewel de lokale relaiszenders nog wel worden gebruikt, worden de uitzendingen vanaf 2013 als AFN Go internetradio ook online verzorgd. 
De huidige radioprogramma’s bestaan uit AFN The Eagle (dagelijks hoofdprogramma met nieuws en muziek inclusief regionale invulling); zes muziekkanalen (AFN Country, AFN Freedom Rock, AFN Gravity, AFN The Blend, AFN's Joe Radio en AFN Legacy) en vijf spraakkanalen (AFN The Voice, AFN PowerTalk, National Public Radio AFN, AFN Clutch, AFN FANS).

## AFN televisie
AFN televisieprogramma’s werden vanaf de jaren 1970 in zwart/wit verzorgd vanuit Ramstein maar vanaf 1975 kwam kleurentelevisie beschikbaar verzorgd vanuit Frankfort aan de Main.
In de directe omgeving van Amerikaanse garnizoenen was vroeger, ondanks het geringe zendvermogen en het gebruik van de Amerikaanse MNTSC tv-norm, voor iedereen gedeeltelijke AFN tv-ontvangst mogelijk. Europese tv’s, werkend op B/G PAL norm gaven dan een verticaal doorlopend beeld met vervormd geluid of zonder geluid weer. De later ingevoerde versleutelde satelliet decoders maakten dit echter onmogelijk. 
De huidige HDtv-programma's bestaan uit AFN Prime (het hoofdprogramma) en zes kanalen (spectrum, movie, family/pulse, news, sports en sports2). De signalen zijn versleuteld en alleen middels bij de Army Air Force Exchange Service (AAFES) verkrijgbare decoders te zien.